# فرودگاه بین‌المللی سام رتولنگی
فرودگاه بین‌المللی سام رتولنگی (به انگلیسی: Sam Ratulangi International Airport) (به زبان بومی: Bandara Udara Internasional Sam Ratulangi) یک فرودگاه همگانی با کد یاتا MDC است که یک باند فرود آسفالت دارد و طول باند آن ۲۶۵۰ متر است. این فرودگاه در شهر منادو کشور اندونزی قرار دارد و در ارتفاع ۸۱ متری از سطح دریا واقع شده‌است.

## شرکت‌های هواپیمایی و مقصدهای پروازی

### مسافری
| شرکت‌های هواپیمایی                           | مقصدهای پروازی |
| ------------------------------------------- | --- |
| ایرفست اندونزی                              | تیمیکا چارتر: پتیمورا |
| باتیک ایر                                   | حلیم پرداناکوسوما، سوئکارنو-هتا |
| سیتیلینک                                    | سوئکارنو-هتا، سلطان حسن‌الدین چارتر: چنگدو شوانگلیو، فوژو چنگل، هانگجو ژیاشان، هنگ کنگ، کونمینگ چانگشوی |
| گارودا ایندونزیا                            | انگوراه رای، سوئکارنو-هتا |
| گارودا ایندونزیا اجرا توسط گارودا ایندونزیا | جلال‌الدین، سنتنی، سلطان حسن‌الدین، سارونگ، باب‌الله، تیمیکا |
| لاین ایر                                    | سلطان آجی محمد سلیمان، چانگشا هوانگهوا، چنگچینگ ییانگبی، انگوراه رای، بایون گوآنگجو، سوئکارنو-هتا، سلطان حسن‌الدین، شنژن بن، سارونگ (آغاز از ۲۳ اوت ۲۰۱۷), جواندا، باب‌الله، ووهان تیانهه چارتر: چانگجو بنیو، چنگدو شوانگلیو، رومن ت‌متچول، کونمینگ چانگشوی، ماکائو، شانگهای پودنگ |
| NAM Air                                     | پتیمورا، انگوراه رای، سارونگ، باب‌الله |
| سیلک‌ایر                                     | چانگی سنگاپور |
| Sriwijaya Air                               | باب‌الله چارتر: بایون گوآنگجو |
| وینگز ایر                                   | Galela، جلال‌الدین، Labuha، سیوکوران امین‌الدین امیر، ملونگوان، Miangas، پیتو، موتیارا، سارونگ، ناها، اندونزی، یوواتا، باب‌الله، Tobelo-Kao، Waisai |
| اکسپرس‌ایر                                   | سیوکوران امین‌الدین امیر، ملونگوان، سارونگ |